# Джиммі іл Феномено
Джиммі іл Феномено (італ. Jimmy il Fenomeno, справжнє ім'я Луїджі Орігене Соффрано (італ. Luigi Origene Soffrano); нар. 22 квітня 1932, Лучера, Італія — 7 серпня 2018) — італійський кіноактор.

## Життєпис
Народився 22 квітня 1932 року в Лучері, Італія. Справжнє ім'я і прізвище — Луїджі Орігене Соффрано.
Один з найпопулярніших гострохарактерних і комедійних акторів Італії. Джиммі іл Феномено ніколи не грав головних ролей, але його поява в кадрі завжди викликала посмішку глядачів. Дуже виразне обличчя, сміховинна міміка, косоокість, яскравий діалект, ексцентрична манера гри, заразливий сміх, буфонада і гротеск — складові артистичного успіху Джиммі іл Феномено.
Дебют актора відбувся в фільмі режисера Турі Васіле «Gambe d'oro» (1958). Виконав ролі в 116 фільмах. На знімальному майданчику грав з популярними італійськими коміками — Тото, Альдо Фабріці, Альберто Сорді, Адріано Челентано, Паоло Вілладжо. Знімався на телебаченні.
Багато десятиліть Джиммі іл Феномено був талісманом футбольних команд Італії, його обожнювали і вболівальники, і футболісти.
В середині 1990-х років переїхав з Рима до Мілана. У актора проблеми з опорно-руховим апаратом, з 2003 року Джиммі іл Феномено живе в одному з будинків для людей похилого віку Мілана.
Остання поява на екрані в короткометражці «Jimmy ei suoi Fenomeni» (2006, режисери Даріо Де Розаріо і Джанні Де Маре).

## Фільмографія
- 1983 — Особливі прикмети: Чарівний красень
- 1981 — Поліцейська у Нью-Йорку
- 1980 — Усім класом на море
- 1980 — Другорічниця заграє з директором
- 1980 — Приборкання норовистого
- 1979 — Нічна доглядальниця
- 1979 — Поліцейська у відділку моралі
- 1979 — Без гріха не виймеш й рибку зі ставка
- 1979 — Медсестра у військовій палаті
- 1978 — Медсестра і великі маневри
- 1978 — Учителька додому
- 1978 — Відмінниця та другорічники
- 1978 — Учителька в коледжі
- 1976 — Поліцейська робить кар'єру
- 1962 — Чернець з Монци
- 1961 — Я цілую… ти цілуєш